# Marinha Grande
Marinha Grande ist eine Gemeinde und Stadt im Distrikt Leiria in Portugal. Innerhalb der Gemeinde leben 39.024 Einwohner, die Bevölkerung der Stadt beträgt 32.322 (Stand 19. April 2021).

## Geschichte
1142 eroberte D.Afonso Henriques das Gebiet von den Mauren. An der Mündung des Lis siedelten sich danach Menschen an, die hier Salz gewannen. Der Fluss war damals noch bis Leiria schiffbar. Ein bedeutender Faktor zur Entstehung des Ortes war die Anlage des Waldgebietes Pinhal de Leiria unter D.Dinis, das in der Folge der bedeutendste Holzlieferant für den Schiffsbau des Landes wurde. Die hiesige Produktion von Holzkohle, die Silicium-haltigen Sande der Region, und die hiesigen Vorkommen an Ton ermöglichten ab 1748 die Entstehung von Glas- und Keramikfertigung.
Seit 1769 wurde der Unternehmer Guilherme Stephens ein wichtiger Impulsgeber der hiesigen Industrie. Der Premierminister Sebastião José de Carvalho e Melo, Marquês de Pombal, gab ihm für die Renovierung und Wiederinbetriebnahme der stillgelegten Glasfabrik von 1748 zinslose Kredite, günstige Grundbesitzregelungen und kostenlose Holzlieferungen aus den nahen Staatswäldern. Es entwickelte sich in der Folge eine rege Glasindustrie, und die Region nahm in der Folge Aufschwung.
1917 wurde der Kreis Marinha Grande geschaffen, der von 1836 bis 1838 bereits kurzzeitig bestanden hatte. 1988 wurde die vorherige Kleinstadt (Vila) Marinha Grande zur Stadt (Cidade) erhoben.

## Verwaltung

### Kreis
Marinha Grande ist Verwaltungssitz eines gleichnamigen Kreises, an ihn grenzen im Norden und Osten der Kreis Leiria, der Kreis Alcobaça im Süden, sowie der Atlantische Ozean im Westen.
Die folgenden Gemeinden (Freguesias) liegen im Kreis Marinha Grande:

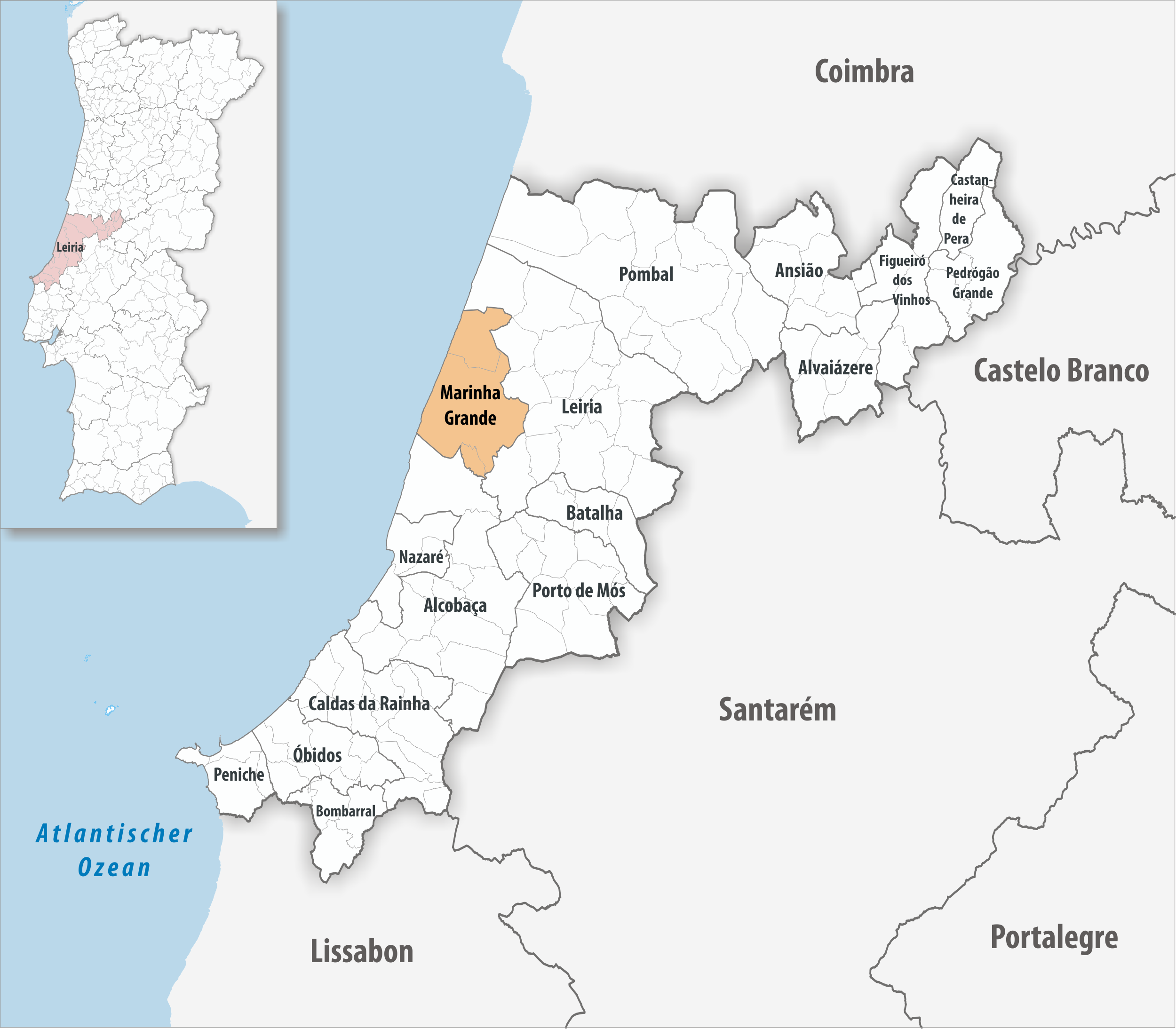
Kreis Marinha Grande

| Gemeinde             | Einwohner (2021) | Fläche km² | Dichte Einw./km² | LAU- Code |
| -------------------- | ---------------- | ---------- | ---------------- | --------- |
| Marinha Grande       | 32.322           | 135,83     | 238              | 101001    |
| Moita                | 1.296            | 8,41       | 154              | 101003    |
| Vieira de Leiria     | 5.406            | 43,01      | 126              | 101002    |
| Kreis Marinha Grande | 39.024           | 187,25     | 208              | 1010      |

### Bevölkerungsentwicklung
| Einwohnerzahl im Kreis Marinha Grande (1920–2011) | Einwohnerzahl im Kreis Marinha Grande (1920–2011) | Einwohnerzahl im Kreis Marinha Grande (1920–2011) | Einwohnerzahl im Kreis Marinha Grande (1920–2011) | Einwohnerzahl im Kreis Marinha Grande (1920–2011) | Einwohnerzahl im Kreis Marinha Grande (1920–2011) | Einwohnerzahl im Kreis Marinha Grande (1920–2011) | Einwohnerzahl im Kreis Marinha Grande (1920–2011) |
| ------------------------------------------------- | ------------------------------------------------- | ------------------------------------------------- | ------------------------------------------------- | ------------------------------------------------- | ------------------------------------------------- | ------------------------------------------------- | ------------------------------------------------- |
| 1920                                              | 1930                                              | 1960                                              | 1981                                              | 1991                                              | 2001                                              | 2011                                              |                                                   |
| 10995                                             | 11888                                             | 20483                                             | 31284                                             | 32234                                             | 34153                                             | 38681                                             |                                                   |

### Städtepartnerschaften
- Frankreich: Fontenay-sous-Bois
- Spanien: San Ildefonso (La Granja) (Provinz Segovia)
- Kap Verde: Tarrafal
- Portugal: Fundão
- Portugal: Vila Real de Santo António
- Portugal: Oeiras
- Portugal: Montemor-o-Novo
- Portugal: Oliveira de Azeméis
- Portugal: Salvaterra de Magos[8]

## Wirtschaft
Hauptwirtschaftszweig von Marinha Grande ist die Glasbläserei, sowie, in ihrer modernen Form, die Herstellung von Kunststoffverpackungen. Mit ca. 250 Firmen, die Formen für die Kunststoffindustrie herstellen, stellt die Region eine der größten Formenbauregionen Europas dar.

## Verkehr
Die Stadt ist durch die Autoestrada A8 mit Leiria und Lissabon verbunden und über die Autoestrada A17 nach Norden bis Aveiro.
An das landesweite Schienennetz ist Marinha Grande über die Strecke der Linha do Oeste eingeschlossen. Sie verbindet die Stadt mit Agualva-Cacém (Großraum Lissabon) und Figueira da Foz.
Marinha Grande ist in das landesweite Busnetz der Rede Expressos eingebunden.

## Sport
Der 1923 gegründete Atlético Clube Marinhense betreibt Fußball, Leichtathletik und Rugby. Die inzwischen unterklassig spielende Fußball-Mannschaft des Marinhense trägt die Heimspiele im Estádio Municipal da Marinha Grande aus.
Der portugiesische Orientierungslauf-Verband Federação Portuguesa de Orientação hat hier seinen Sitz.

## Söhne und Töchter der Stadt
- Lúcio Tomé Feteira (1901–2000), Unternehmer und Politiker
- Norberto Barroca (* 1937), Schauspieler, Drehbuchautor und Theaterregisseur
- Lenita Gentil (* 1948), Fadosängerin
- Joana Morais Varela (* 1952), Übersetzerin und Literaturwissenschaftlerin
- José Vieira da Silva (* 1953), Wirtschaftswissenschaftler und Politiker
- João Leiria (* 1983), Schauspieler
- André Barros (* 1984), Pianist und Filmkomponist
- Margarida Balseiro Lopes (* 1989), Politikerin
- Bruno Jordão (* 1998), Fußballspieler
- Deolinda Bernardo, Fadosängerin